# ابدون و سنان
ابدون و سنان مقدس که نام آن‌ها به صورت ابدو و ابدوس و سنس و سنیس در تقویم‌های قدیمی و تاریخ شهدای مسیحی آمده است از شخصیت‌هایی هستند که توسط کلیسای کاتولیک به عنوان شهدای مسیحی به رسمیت شناخته شده‌اند و ۳۰ ژوئیه را برای این دو قدیس ایرانی جشن می‌گیرند. در برخی مناطق ۲۰ مارس و اولین یکشنبه از ماه مه را بزرگداشت آن‌ها می‌دانند.

## داستان
در بیشتر منابع سده ۹ میلادی از آن‌ها به عنوان ایرانیان شهید در عهد دقیانوس یاد شده است که در حدود ۲۵۰ میلادی به روایات و دلایل گوناگونی به روم آمده بودند.
در زمان فرمانروایی دقیانوس که همزمان با قدرت‌گیری اردشیر بابکان در ایران و راندن بسیاری از نجبای اشکانی بود، مردم کاتالونیا از دو نجیب‌زاده پارسی «آبدوس و سنان» یاد می‌کنند که شاهزادگانی جنگاور بودند و به مردم این منطقه فنون رزم آموخته و خود نیز در همین راه کشته شدند و پس از آن به مقام قدیس رسیدند. این دو پارسی از احترام بسیاری در فرهنگ کاتالونیا برخوردارند و جشن بزرگداشت آن دو توسط کلیسای کاتولیک در ماه ژوئن است.